# Schwarze Flockenblume
Die Schwarze Flockenblume (Centaurea nigra, Syn.: Centaurea jacea L. subsp. nigra (L.) Bonnier & Layens, inkl. Centaurea nemoralis Jordan) ist eine Pflanzenart aus der Gattung der Flockenblumen (Centaurea) in der Unterfamilie der Carduoideae innerhalb der Familie der Korbblütler (Asteraceae).

## Beschreibung

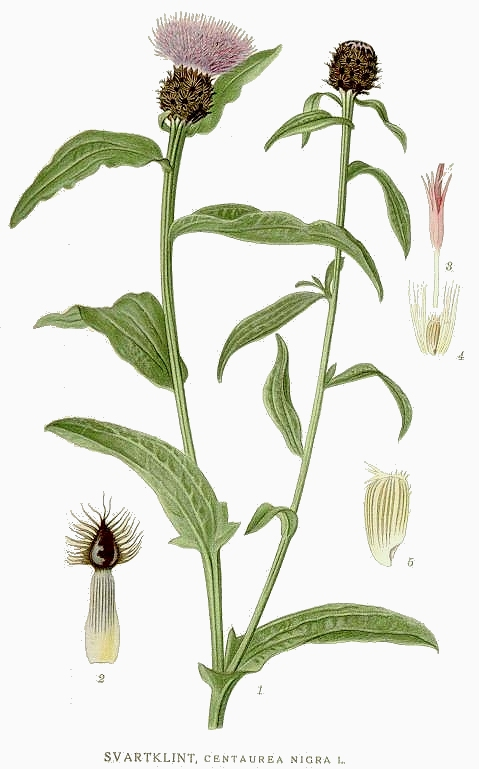
Illustration

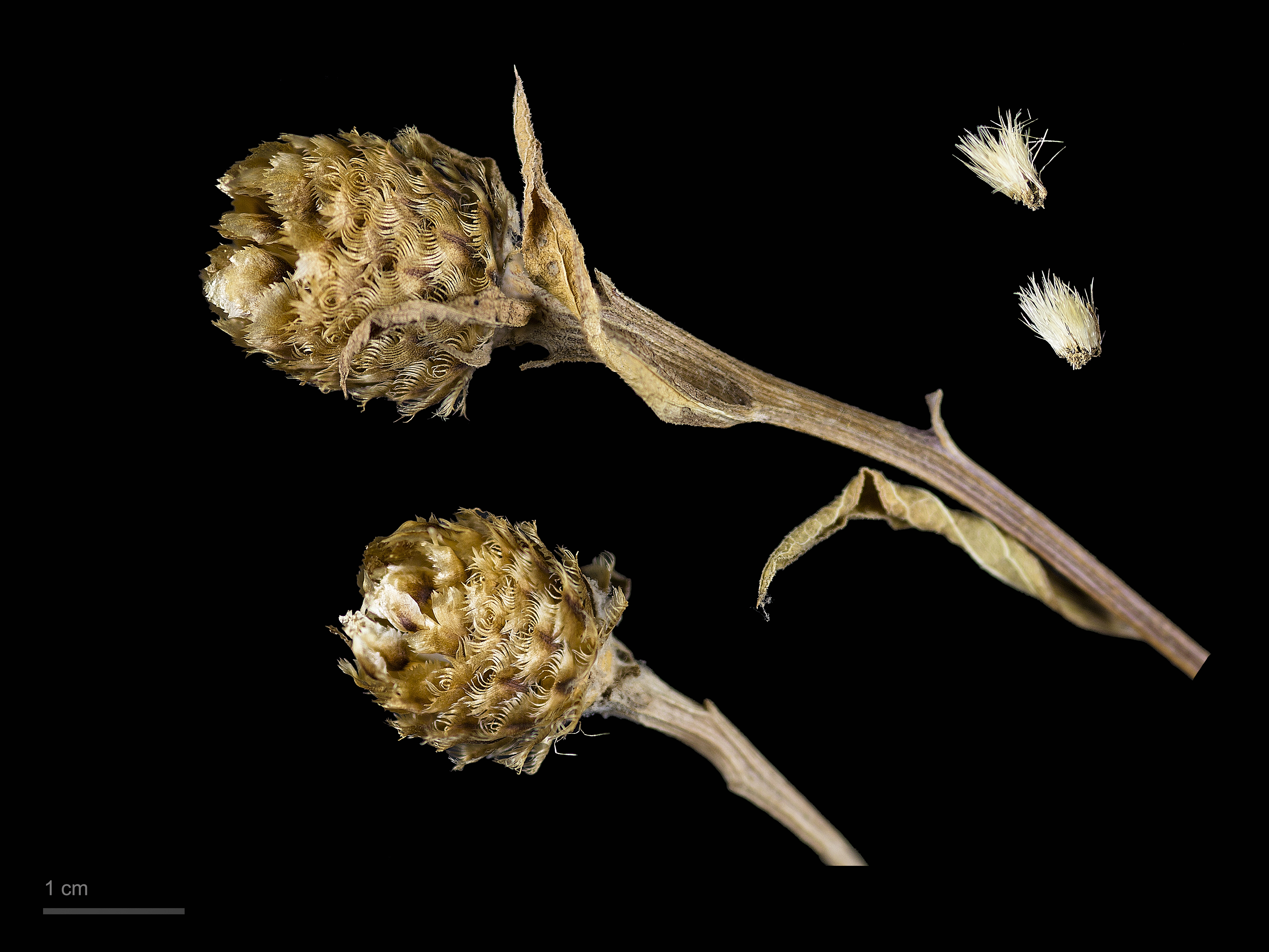
Fruchtstand und Achänen

### Vegetative Merkmale
Die Schwarze Flockenblume wächst als ausdauernde krautige Pflanzen und erreicht Wuchshöhen von 20 bis 80 Zentimetern. Ihre Stängel sind aufrecht, bei der Unterart subsp. nemoralis meist von der Mitte an verzweigt, kantig und rau. Die Laubblätter sind lanzettlich bis oval, wechselständig und besonders jung etwas spinnwebig-wollig. Die unteren Blätter sind gestielt, breit lanzettlich, gezähnelt oder ganzrandig. Die mittleren und oberen Blätter sind lanzettlich, spitz, gezähnelt oder ganzrandig und mit verschmälertem oder schmal zusammengezogenem Grund sitzend.

### Generative Merkmale
Die Blütezeit reicht von Juli bis September. Unterhalb der Blütenkörbe sind die Stängel auf wenige Zentimeter deutlich sichtbar verdickt. Die Blütenkörbe stehen einzeln am Ende der Äste. Die Hülle ist fast kugelig und 14 bis 16 Millimeter lang und schwarz. Die Hüllblätter haben schwarze, kammförmige Anhängsel. Sie sind von den Anhängseln ganz verdeckt und schimmern nur zwischen den Fransen durch.  Die Anhängsel sind im Umriss tundlich, tief regelmäßig kammartig gefranst und haben auf jeder Seite 12 bis 16 bogig verlängerte Fransen. Die körbchenförmigen Blütenstände haben einen Durchmesser zwischen 2,5 und 3,5 Zentimeter und enthalten nur violette Röhrenblüten. Im Gegensatz zu anderen Flockenblumenarten wie z. B. der Wiesen-Flockenblume und der Skabiosen-Flockenblume sind die Randblüten nicht vergrößert.
Die etwa 3 mm langen Achänen besitzen einen etwa 1 mm langen Pappus aus dunklen schwärzlichen Borsten.
Die Chromosomenzahl beträgt 2n = 22 oder 24.

## Vorkommen
Die Schwarze Flockenblume hat Areale in Westeuropa, einschließlich der Britischen Inseln, von der Iberischen Halbinsel bis Norwegen, Schweden, Frankreich, Deutschland, der Schweiz, Italien, Kroatien und Albanien. Auch in Marokko kommt sie ursprünglich vor. In Nordamerika, in Chile, Australien und Neuseeland ist sie ein Neophyt.
Die Schwarze Flockenblume ist in Europa an Waldrändern und Heiden anzutreffen. Sie ist eine Charakterart des Verbands Violion caninae, kommt aber auch im Geranio-Trisetetum oder im montanen Arrhenatheretum vor. Sie gedeiht auf mäßig frischen, kalkarmen, meist sandigen Lehmböden. Die Unterart Centaurea nigra subsp. nemoralis ist eine Charakterart des Teucrio-Centaureetum nemoralis aus dem Verband Trifolion medii.
Centaurea nigra gilt in den USA als Invasive Pflanze.

## Ökologie
Als Schmarotzer auf der Schwarzen Flockenblume wurden die Pilze Erysibe cichoriacaraum, Puccinia arenariicola und Puccinia centaureae beobachtet. Gallbildungen werden durch Urophora quadrifasciata und Urophora solstitialis verursacht.

## Systematik

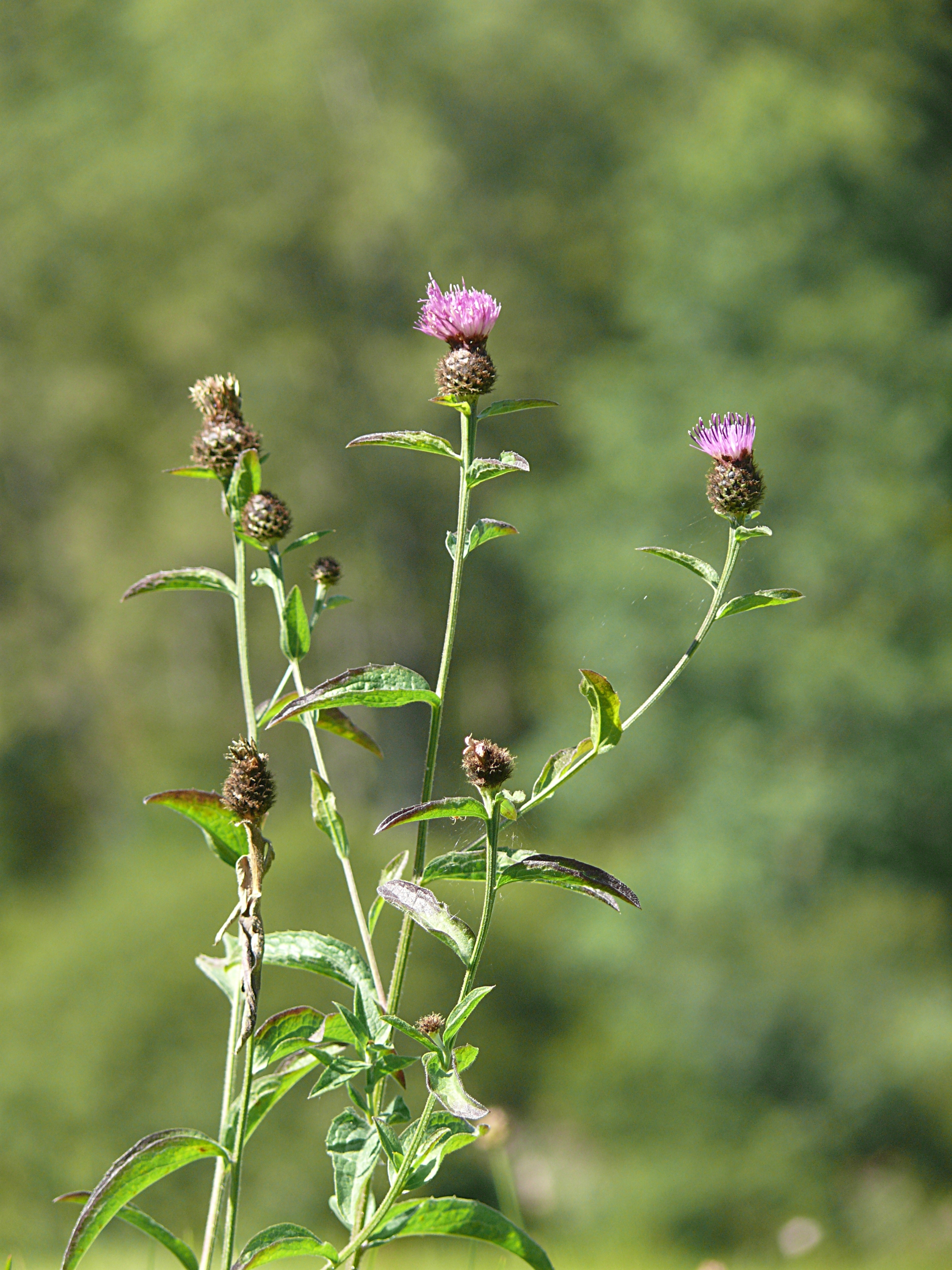
Centaurea nigra subsp. nemoralis im Schwarzwald

Man kann folgende Unterarten unterscheiden:
- Centaurea nigra subsp. aterrima (Hayek) Hayek: Sie wurde aus Bosnien-Herzegowina beschrieben.[3]
- Centaurea nigra subsp. carpetana (Boiss. & Reut.) Nyman: Sie kommt in Spanien und Frankreich vor.[3]
- Centaurea nigra subsp. nigra: Bei dieser Unterart ist das ungeteilte Mittelfeld der schwärzlichen Anhängsel der Hüllblätter breit eiförmig und etwa so breit wie die Länge der Fransen. Der Pappus hat ein Sechstel bis ein Viertel der Länge der Frucht.
- Centaurea nigra subsp. rivularis (Brot.) Cout.: Sie kommt in Portugal, Spanien und Großbritannien vor.[3]
- Centaurea nigra subsp. nemoralis (Jord.) Gremli: Sie wird von manchen Autoren auch als eigene Art Centaurea nemoralis Jord. angesehen.[5] Bei dieser Unterart ist das ungeteilte Mittelfeld der Anhängsel der Hüllblätter dreieckig-lanzettlich und viel schmäler als die Länge der Fransen.[2] Der Pappus ist fehlend oder winzig. Die ökologischen Zeigerwerte nach Landolt et al. 2010 sind in der Schweiz: Feuchtezahl F = 3 (mäßig feucht), Lichtzahl L = 4 (hell), Reaktionszahl R = 2 (sauer), Temperaturzahl T = 4 (kollin), Nährstoffzahl N = 3 (mäßig nährstoffarm bis mäßig nährstoffreich), Kontinentalitätszahl K = 2 (subozeanisch).[5] Diese Unterart steigt im Schwarzwald am Feldberg bis 1400 Meter Meereshöhe auf.[6]

## Gefährdung
Centaurea nigra subsp. nemoralis ist in Baden-Württemberg in der zweiten Hälfte des 20. Jahrhunderts durch Intensivierung der Grünlandwirtschaft zurückgegangen. Die Art ist schnittempfindlich und erträgt nur 1 bis 2 Schnitte im Jahr. Doch sollte der erste Schnitt nicht vor Mitte Juli erfolgen.

## Nutzung
Die Blüten können zur Dekoration von Salaten dienen und gegessen werden.
Wurzeln und Samen werden medizinisch genutzt. Die Wirkung ist schweiß- und harntreibend. Heute und besonders früher wurde diese Pflanzenart zu Wundheilung verwendet.

## Weitere Illustrationen

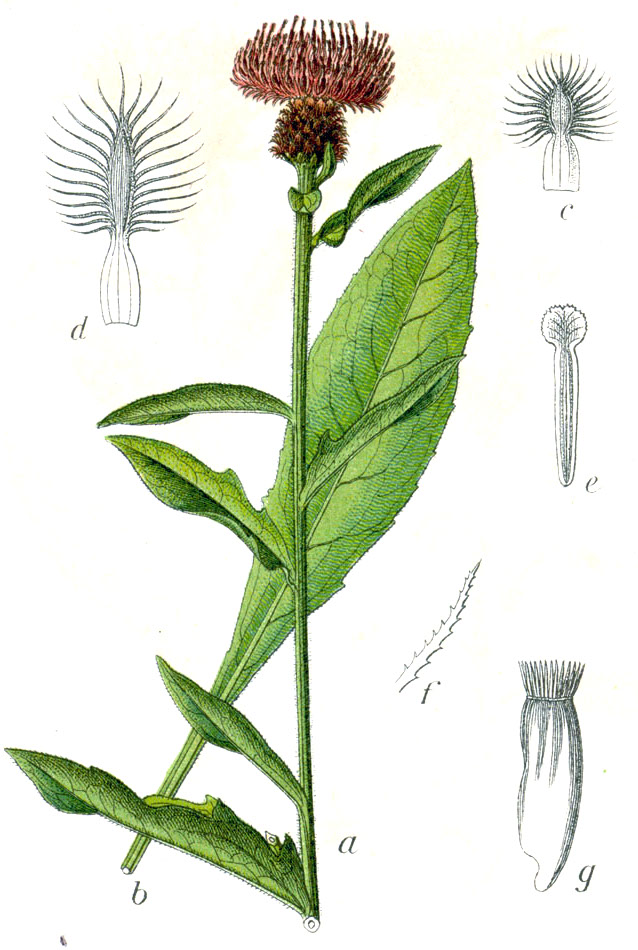
Abbildung der Schwarzen Flockenblume von Jacob Sturm: a) Blüte, b) Blatt, c–e) Hüllblätter, f) Hüllblattfranse, g) Frucht